# Micrathyria dunklei
Micrathyria dunklei är en trollsländeart som beskrevs av Westfall 1992. Micrathyria dunklei ingår i släktet Micrathyria och familjen segeltrollsländor. Inga underarter finns listade i Catalogue of Life.